# Pasternik Drugi
Pasternik Drugi – dawna osada, a dziś część osiedla Podgrabie w Niepołomicach, położona we wschodniej jego części. Od zachodu sąsiaduje z Grabiem-Kątkiem, od południa z Chwalcowem, natomiast od wschodu z Pasternikiem Pierwszym, będącym częścią osiedla Zagrody. Północną granicę Pasternika Drugiego wyznacza rzeka Wisła.
W rejonie tym występuje jedynie zabudowa jednorodzinna.